# Somatochlora minor
Somatochlora minor ist eine Libellenart aus der Familie der Falkenlibellen (Corduliidae), die zu den Großlibellen (Anisoptera) gehören. Die Art ist besonders im Norden der Vereinigten Staaten und in Kanada verbreitet.  Sie fliegt zwischen Juni und August.

## Merkmale

### Bau der Imago
Die schwärzliche Imago von Somatochlora minor misst zwischen 42 und 50 Millimeter, wovon 29 bis 38 Millimeter auf den Hinterleib (Abdomen) entfallen, was innerhalb der Gattung relativ klein ist. Farblich ist das Abdomen, wie in der Gattung üblich dunkel und grünlich glänzend, und weist eine gelbe Musterung auf. Diese besteht aus einem Flecken an den Aurikeln und einem weiteren auf der Oberseite des zweiten Segments. Die Flecken denen sich bei den Weibchen so weit aus das sie eine größere sichelförmige Struktur bilden. Auf dem dritten Segment befinden sich jeweils ein oberes und ein unteres Dreieck auf den Seiten.
Dünne Härchen besetzen den grünlichen Pterothorax. Dabei sind sie vorne länger und werden nach hinten kürzer. Die in der Gattung typischen Streifen auf dem Brustkorb sind zu zwei runden Punkten verkommen. Die 30 bis 34 Millimeter langen Flügel sind durchsichtig. Nur das Analdreieck ist an der Basis bei den Männchen goldgelb. Die Beine sind, bis auf die gelbe Vorderseite der Femora des vorderen und mittleren Beinpaares, schwarz.
Im schwarzen Gesicht befindet sich auf dem Anteclypeus ein halbmondförmiger gelber Fleck. Zwei weitere runde Flecken befinden sich auf den beiden Seiten der auf der Oberseite metallisch grünen Stirn (Frons). Ebenfalls metallisch grün ist der Scheitel (Vertex). Der letzte gelbe Fleck sitzt am Hinterrand des Komplexauge. Graue Härchen befinden sich zudem auf dem Hinterkopf (Occiput) und auf der Rückseite des Kopfes, dessen Rand auch noch einen Saum aus längeren Härchen besitzt.

### Bau der Larve
Die braune Larve misst zwischen 21 und 22,5 Millimetern und wird an der breitesten Stelle, dem sechsten bis siebten Segment, acht bis neun Millimeter breit. Dorsalhaken finden sich auf den Segmenten vier mit neun und werden nach hinten immer ausgeprägter. Seitliche Dornen finden sich auf dem achten und neunten Segment. Die Hinterflügelscheide reicht bis zur Mitte des sechsten Segmentes.
Die Femora des hinteren Beinpaares messen 6,75 bis 7 Millimeter, die hinteren Tibia messen 8 bis 8,4 Millimeter.
Der sechs Millimeter breite Kopf ist ungefähr doppelt so lang. Die Seiten des Kopfes gehen schräg in den leicht konkaven Occiput über. Dieser Übergang ist im Gegensatz zur restlichen Larve stark und lang behaart. Auch behaart sind die Fühler, wobei die Behaarung vom Körper weg abnimmt. Sowohl das Mentum als auch die Unterlippe (Labium) reichen bis zum Mesothorax. Auf dem ungefähr so langem wie breitem Mentum befinden sich elf bis dreizehn Härchen.

## Lebensweise
Jungtiere beider Geschlechter wurden entlang beziehungsweise innerhalb von Kiefernwäldern bis zu einer Meile entfernt von den Brutgewässern beobachtet. Dies sind kleinere Flüsse die Gebüsche oder Wälder durchfließen, dadurch aber nicht komplett verschattet werden. Die Männchen fliegen knapp dreißig Zentimeter über der Wasseroberfläche und bleiben teilweise für längere Zeit in der Luft stehen. Die Weibchen legen ihre Eier auf moosigen Bänken im Fluss ab. Dafür berühren sie mit der Spitze des Abdomens eine mit Wasser bedeckte Stelle der Bank.